# Coalición croato-serbia
La coalición croato-serbia fue una liga electoral de varios partidos de la Croacia-Eslavonia húngara que conservó la mayoría en el Parlamento croata entre 1906 y 1918.

## Formación
La alianza de partidos surgió en 1905 como consecuencia del acuerdo de diversas formaciones croatas y serbias de Croacia-Eslavonia en favor de la solicitud al Gobierno húngaro de mayor autonomía para la región y de la unión de Dalmacia con esta, que se plasmó en la Declaración de Rijeka. A cambio, los partidos firmantes se ofrecían a respaldar al nuevo Gobierno húngaro, dominado por los independentistas y enfrentado al emperador. Los partidos serbios de Dalmacia, reunidos en Zadar, aprobaron la Declaración de Zadar, de respaldo a la de Rijeka. Los firmantes de esta última y los socialdemócratas fundaron entonces una coalición electoral, la coalición croato-serbia, que ganó las elecciones regionales de 1906.
Por parte serbia, dos organizaciones ingresaron en la liga: el Partido Independiente, dominado por Svetozar Pribićević, y el Partido Radical Popular, menor.

## Historia
La coalición dominó el Parlamento regional hasta 1918. Tras la crisis bosnia, el Gobierno imperial acusó a parte de los miembros de la coalición de traición, al haber trabajado para el vecino reino de Serbia. El juicio, sin embargo, tuvo consecuencias opuestas a las esperadas por el Gobierno y no destruyó la coalición. El Gobierno húngaro se avino a convocar de nuevo el Parlamento, que había sido disuelto, y a aumentar el censo de votantes de la región de cincuenta a ciento noventa mil —de un total de dos millones seiscientos mil habitantes—. La coalición volvió a salir victoriosa en los siguientes comicios.
Las siguientes elecciones, celebradas en diciembre de 1913, reforzaron la mayoría absoluta de la coalición. El Parlamento había sido previamente disuelto a consecuencia de los desórdenes, huelgas, atentados terroristas y manifestaciones que suscitaron las guerras balcánicas en la región. Pese a la creciente oposición de parte de los políticos croatas a Serbia, reforzada por la victoria en las guerras, y a los movimientos terroristas proserbios que surgían entre los estudiantes, la coalición mantuvo su defensa de la igualdad entre las dos comunidades en el seno del imperio.